# Edin Osmanović
Edin Osmanović, slovenski nogometni trener, * 20. maj 1964, Srebrenik, Jugoslavija.
Osmanović je slovenski nogometni trener in bivši igralec. Trenersko pot je začel pri Rudarju iz Trbovelj in kasneje treniral številne klube v PrvaLiga Telekom Slovenije, na najvišjem nogometnem nivoju v Sloveniji in sicer pri Celju, Gorici, Rudarju iz Velenja, Korotanu, Dravogradu, Aluminiju ter Muri.
Osmanović je svojo celotno igralsko pot tlakoval pri Zagorju, pod takratnim nazivom Proletarec s katerim so se ob osamosvojitvi Slovenije uvrstili v 1. sezono Prve slovenske nogometne lige. Z Gorico je v sezoni 1999-00 osvojil 2. mesto na lestvici PrveLige in klub pripeljal do polfinala Pokala Slovenije 1999-00 ter odigral štiri tekme v UEFA Europa League takrat imenovana UEFA Cup in s tem zapisal eno najuspešnejših sezon v zgodovini kluba. S Korotanom je osvojil Zimsko Ligo Futsala All Stars 2003 ter priboril nastop v polfinalu Pokala Slovenije. Z Dravogradom je igral finale Pokala Slovenije 2003-04. Deloval je tudi s številnimi reprezentanti ter s trenerjem Stankom Poklepovićem pri katerem je bil pomočnik v Celju. Po odhodu Poklepovića je prevzel funkcijo glavnega trenerja v Celju. Je tudi eden izmed prvih desetih Slovencev, ki so pridobili najvišjo nogometno licenco z nazivom UEFA Pro.

## Kariera
Pred začetkom sezone 1992-93 se je podal v trenerske vode. Po pridobitvi Slovenske Pro licence leta 1994, je začel svojo člansko trenersko pot pri Rudarju iz Trbovelj. Leta 1997 je sedel na klop Celja kot pomočnik trenerja Stanka Poklepovića katerega je po njegovem odhodu iz kluba leta 1998 nasledil. Na začetku sezone 1990–00 je sedel na klop Gorice. Z Gorico je osvojil 2. mesto na lestvici Prve slovenske nogometne lige in se s tem uvrstil v Evropsko ligo ter v isti sezoni 1999–00 pripeljal klub tudi do polfinala Pokala Slovenije.
Leta 2001 je svojo karierno pot nadaljeval pri Rudarju iz Velenja in leto kasneje sedel na klop Korotana s katerim je kljub finančnim težavam v klubu postal prvak Zimske Lige Futsala All stars 2003 ter se uvrstil v polfinale Pokala Slovenije 2002-03. Leta 2003 je odšel v Dravograd s katerim je prišel v finale Pokala Slovenije, s skupnim seštevkom 4:7 proti najtrofejnejši slovenski ekipi Maribora.
Po odhodu iz Dravograda je sedel na klop Aluminija kjer je deloval od leta 2004 do 2006. Nato je 2007 nadaljeval v Muri kjer je ostal vse do leta 2010. Leta 2013 se je vrnil v Aluminij kjer je vodil ekipo v polfinalu Pokala Slovenije. V sezoni 2017-18 je prevzel ekipo Fužinarja.

## Klubi
| C                | Od   | Do   | Pozicija                                 |
| ---------------- | ---- | ---- | ---------------------------------------- |
| Rudar Trbovlje   | 1995 | 1997 | Glavni trener                            |
| Celje            | 1997 | 1998 | Pomočnik trenerja (of Stanko Poklepović) |
| Celje            | 1998 | 1999 | Glavni trener                            |
| Gorica           | 1999 | 2001 | Glavni trener                            |
| Rudar Velenje    | 2001 | 2002 | Glavni trener                            |
| Korotan Prevalje | 2002 | 2003 | Glavni trener                            |
| Dravograd        | 2003 | 2004 | Glavni trener                            |
| Aluminij         | 2004 | 2006 | Glavni trener                            |
| Mura             | 2007 | 2010 | Glavni trener                            |
| Aluminij         | 2013 | 2013 | Glavni trener                            |
| Fužinar          | 2017 | 2018 | Glavni trener                            |

## Dosežki
| Zagorje - Druga slovenska nogometna liga (Vzhod) - Prvak: 1990–91 | Gorica - Slovenska PrvaLiga - 2. mesto: 1999–2000 Dravograd - Pokal Slovenije - Finalist: 2003–04 |

## Izobrazba
Osmanović ima UEFA Pro licenco, ki je navišja nogometna licenca v Evropi. Fakulteto je obiskoval v Ljubljani (DIF).
| Licenca               | Leto |
| --------------------- | ---- |
| Slovenska A licenca   | 1989 |
| Slovenska Pro licenca | 1994 |
| UEFA Pro licenca      | 2003 |